# Okanagana cruentifera
Okanagana cruentifera é uma espécie de cigarra da família Cicadidae. 

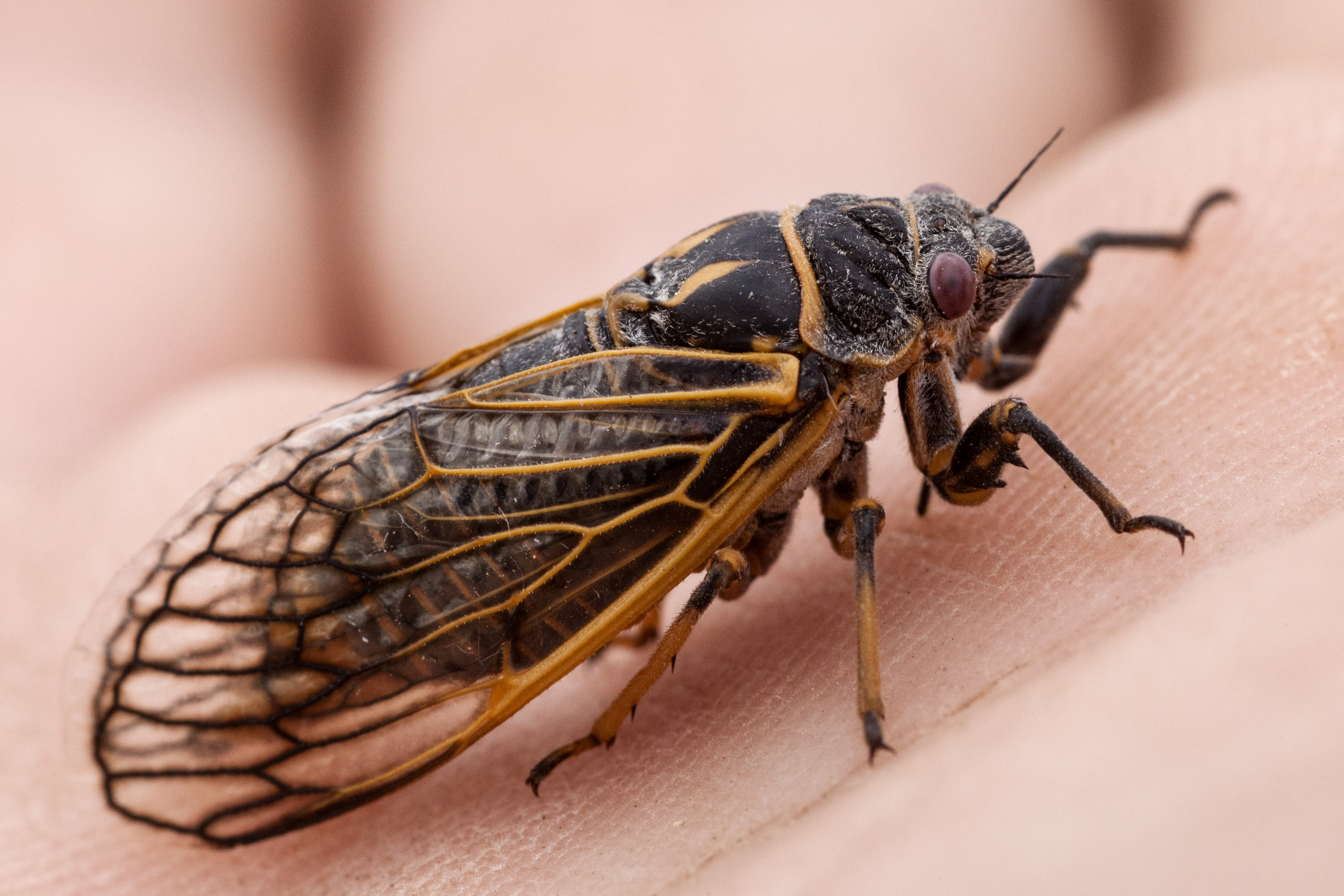

É encontrado na América do Norte.
1. ↑  «Species Okanagana cruentifera». bugguide.net. Consultado em 18 de outubro de 2022
2. ↑  «Okanagana cruentifera (Uhler, 1892)». www.gbif.org (em inglês). Consultado em 18 de outubro de 2022
3. ↑  «ITIS - Report: Okanagana cruentifera». www.itis.gov. Consultado em 18 de outubro de 2022